# Monte Crostis
Le Monte Crostis est un sommet des Alpes carniques en Italie, situé dans la province d'Udine en Frioul-Vénétie Julienne. Il culmine à 2 250 mètres d'altitude, non loin de la frontière autrichienne.